# Rue des Pénitents-Gris
Ne doit pas être confondu avec Rue des Pénitents-Blancs.
La rue des Pénitents-Gris (en occitan : carrièra dels Penitents Grises) est une voie de Toulouse, chef-lieu de la région Occitanie, dans le Midi de la France.

## Situation et accès

### Description
La rue des Pénitents-Gris est une voie publique. Elle se trouve dans le quartier Arnaud-Bernard.
Elle naît perpendiculairement à la rue du Taur, face au portail de l'église Notre-Dame-du-Taur. D'abord orientée à l'ouest, elle oblique rapidement au nord-ouest. Elle reçoit à gauche, après 70 mètres, la rue du Collège-de-Foix, puis se termine 41 mètres plus loin au carrefour de la rue de l'Esquile.
La chaussée compte une seule voie de circulation automobile en sens unique, de la rue du Taur vers la rue de l'Esquile. Elle appartient dans sa première partie, jusqu'à la rue du Collège-de-Foix, à une aire piétonne, où la circulation est réglementée et limitée à 6 km/h, et, au-delà, à une zone de rencontre, où la circulation est limitée à 20 km/h. Il n'existe ni bande, ni piste cyclable, quoiqu'elle soit à double-sens cyclable sur toute sa longueur.

### Voies rencontrées
La rue des Pénitents-Gris rencontre les voies suivantes, dans l'ordre des numéros croissants (« g » indique que la rue se situe à gauche, « d » à droite) :
1. Rue du Taur
2. Rue du Collège-de-Foix (g)
3. Rue de l'Esquile

### Transports
La rue des Pénitents-Gris n'est pas desservie directement par les transports en commun Tisséo. Elle se trouve cependant à proximité immédiate de la rue du Taur, parcourue par la navette Ville. C'est au square Charles-de-Gaulle que se trouve la station Capitole de la ligne de métro .
Les stations de vélos en libre-service VélôToulouse les plus proches se trouvent dans les rues voisines : la station no 6 (5 rue des Lois) et la station no 13 (1 rue de l'Esquile). 

## Odonymie
La rue des Pénitents-Gris rappelle la présence de la confrérie des Pénitents gris, une confrérie de pénitents fondée en 1577 dans le cloître du couvent des Jacobins. Leur chapelle fut élevée la même année dans la rue de l'Esquile, à l'angle de la rue des Pénitents-Gris (emplacement de l'actuel no 15). 
À la fin du Moyen Âge, au XIVe siècle, la rue était désignée comme la rue des Collégiats. Elle se trouvait effectivement à proximité de plusieurs collèges de l'université de Toulouse : le collège de Foix (actuelle rue du Collège-de-Foix), le collège de l'Esquile (actuel no 1 rue de l'Esquile), le collège Saint-Exupéry (emplacement de l'actuel no 69 rue du Taur), le collège de Périgord (actuels no 56-58 rue du Taur) et le collège de Maguelone (emplacement des actuels no 36-42 rue du Taur). En 1794, pendant la Révolution française, la rue prit le nom de rue l'Espérance, mais il ne subsista pas.